# The Woman God Sent
The Woman God Sent er en amerikansk stumfilm fra 1920 af Laurence Trimble.

## Medvirkende
- Zena Keefe som Margaret Manning
- Warren Cook som Jack West Sr.
- Joe King som Jack West Jr.
- William Frederic som Mathews
- William Gudgeon som Pat Kane
- Louise Powell som Rosie
- William Magner som Joe
- Duncan Penwarden som Mason
- John P. Wade som Jim Connelly